# Elezione del Presidente del Senato del 2013
L'elezione del presidente del Senato del 2013 per la XVII legislatura della Repubblica Italiana si è svolta tra il 15 e il 16 marzo 2013.
Il presidente del Senato uscente è Renato Schifani. Presidente provvisorio (il senatore più anziano) è il senatore a vita Emilio Colombo (1920), per la rinuncia di Giulio Andreotti (1919).
Presidente del Senato della Repubblica, eletto al IV scrutinio, è Pietro Grasso, esponente del Partito Democratico.

## L'elezione

### Preferenze per Pietro Grasso
| Scrutinio | Voti | Percentuale |
| --------- | ---- | ----------- |
| I         | 0    | 0%          |
| II        | 0    | 0%          |
| III       | 120  | 38,6%       |
| IV        | 137  | 43,8%       |

## 15 marzo 2013

### I scrutinio
Per la nomina è richiesta la maggioranza assoluta dei componenti dell'Assemblea.
| Dati votazione | Dati votazione     |     | Nome                  | Nome | Voti |
| -------------- | ------------------ | --- | --------------------- | ---- | ---- |
| Presenti       | 313                |     | Luis Alberto Orellana | 52   |      |
| Votanti        | 313                |     | Cosimo Sibilia        | 4    |      |
| Astenuti       | 0                  |     | Alessandra Mussolini  | 3    |      |
| Maggioranza    | 160                |     | Luigi Compagna        | 2    |      |
|                |                    |     | Emilio Colombo        | 1    |      |
|                | Domenico Scilipoti | 1   |                       |      |      |
|                | Schede bianche     | 246 |                       |      |      |
| Schede nulle   | 4                  |     |                       |      |      |

Poiché nessun candidato raggiunge il quorum richiesto, si procede al II scrutinio.

### II scrutinio
Per la nomina è richiesta la maggioranza assoluta dei componenti dell'Assemblea.
| Dati votazione | Dati votazione         |     | Nome                  | Nome | Voti |
| -------------- | ---------------------- | --- | --------------------- | ---- | ---- |
| Presenti       | 311                    |     | Luis Alberto Orellana | 52   |      |
| Votanti        | 311                    |     | Cosimo Sibilia        | 12   |      |
| Astenuti       | 0                      |     | Ignazio Marino        | 8    |      |
| Maggioranza    | 160                    |     | Giuseppe Esposito     | 5    |      |
|                |                        |     | Felice Casson         | 3    |      |
|                | Domenico Scilipoti     | 2   |                       |      |      |
|                | Pier Ferdinando Casini | 1   |                       |      |      |
|                | Antonio Gentile        | 1   |                       |      |      |
|                | Alessandra Mussolini   | 1   |                       |      |      |
|                | Schede bianche         | 223 |                       |      |      |
|                | Schede nulle           | 3   |                       |      |      |

Poiché nessun candidato raggiunge il quorum richiesto, si procede al III scrutinio.

## 16 marzo 2013

### III scrutinio
Per la nomina è richiesta la maggioranza assoluta dei presenti.
| Dati votazione | Dati votazione         |    | Nome                  | Nome | Voti |
| -------------- | ---------------------- | -- | --------------------- | ---- | ---- |
| Presenti       | 311                    |    | Pietro Grasso         | 120  |      |
| Votanti        | 311                    |    | Renato Schifani       | 111  |      |
| Astenuti       | 0                      |    | Luis Alberto Orellana | 52   |      |
| Maggioranza    | 156                    |    | Anna Finocchiaro      | 2    |      |
|                |                        |    | Ignazio Marino        | 2    |      |
|                | Pier Ferdinando Casini | 1  |                       |      |      |
|                | Gaetano Quagliariello  | 1  |                       |      |      |
|                | Schede bianche         | 22 |                       |      |      |

Poiché nessun candidato raggiunge il quorum richiesto, si procede al IV scrutinio.

### IV scrutinio
Ballottaggio tra i due candidati che hanno ottenuto il maggior numero di voti al III scrutinio.
| Dati votazione | Dati votazione |              | Nome            | Nome | Voti |
| -------------- | -------------- | ------------ | --------------- | ---- | ---- |
| Presenti       | 313            |              | Pietro Grasso   | 137  |      |
| Votanti        | 313            |              | Renato Schifani | 117  |      |
| Astenuti       | 0              |              | Schede bianche  | 52   |      |
|                |                | Schede nulle | 7               |      |      |

Risulta eletto: Pietro Grasso (PD)